# Феррис, Майкл
Майкл Феррис (англ. Michael Ferris) — американский сценарист, чьи работы включают фильмы «Игра», «Терминатор 3: Восстание машин», «Терминатор: Да придёт спаситель» и «Суррогаты».
Со своим соавтором Джоном Бранкато познакомился в колледже, где они были редакторами «The Harvard Lampoon».

## Фильмография
- Наблюдатели 2 / Watchers II (1990)
- Кровавый кулак 2 / Bloodfist II (1990) (в титрах не указаны)
- Неродившийся ребёнок / The Unborn (1991)
- Роковая женщина / Femme Fatale (1991)
- В центр солнца / Into the Sun (1992)
- Помутнение разума / Mindwarp (1992)
- Сеть / The Net (1995)
- Игра / The Game (1997)
- Терминатор 3: Восстание машин / Terminator 3: Rise of the Machines (2003) (разделённый сюжет; весь сценарий)
- Женщина-кошка / Catwoman (2004) (разделённый сюжет; разделённый сценарий)
- Первобытное зло / Primeval (2007)
- Терминатор: Да придёт спаситель / Terminator Salvation (2009)
- Суррогаты / Surrogates (2009)

### Телевидение
- Полёт чёрного ангела / Flight of Black Angel (1991) (телефильм)
- Женаты... с детьми / Married... with Children (1991)
  - Твой лучший магазин в округе. Часть 1 (сезон 5, эпизод 21)